# Porto di Cagliari
Il porto di Cagliari è diviso in due zone: quella centrale e più antica in via Roma, e quella moderna del porto canale di Cagliari a Giorgino. Il porto di Cagliari  è classificato II° categoria – I° classe.

## Storia

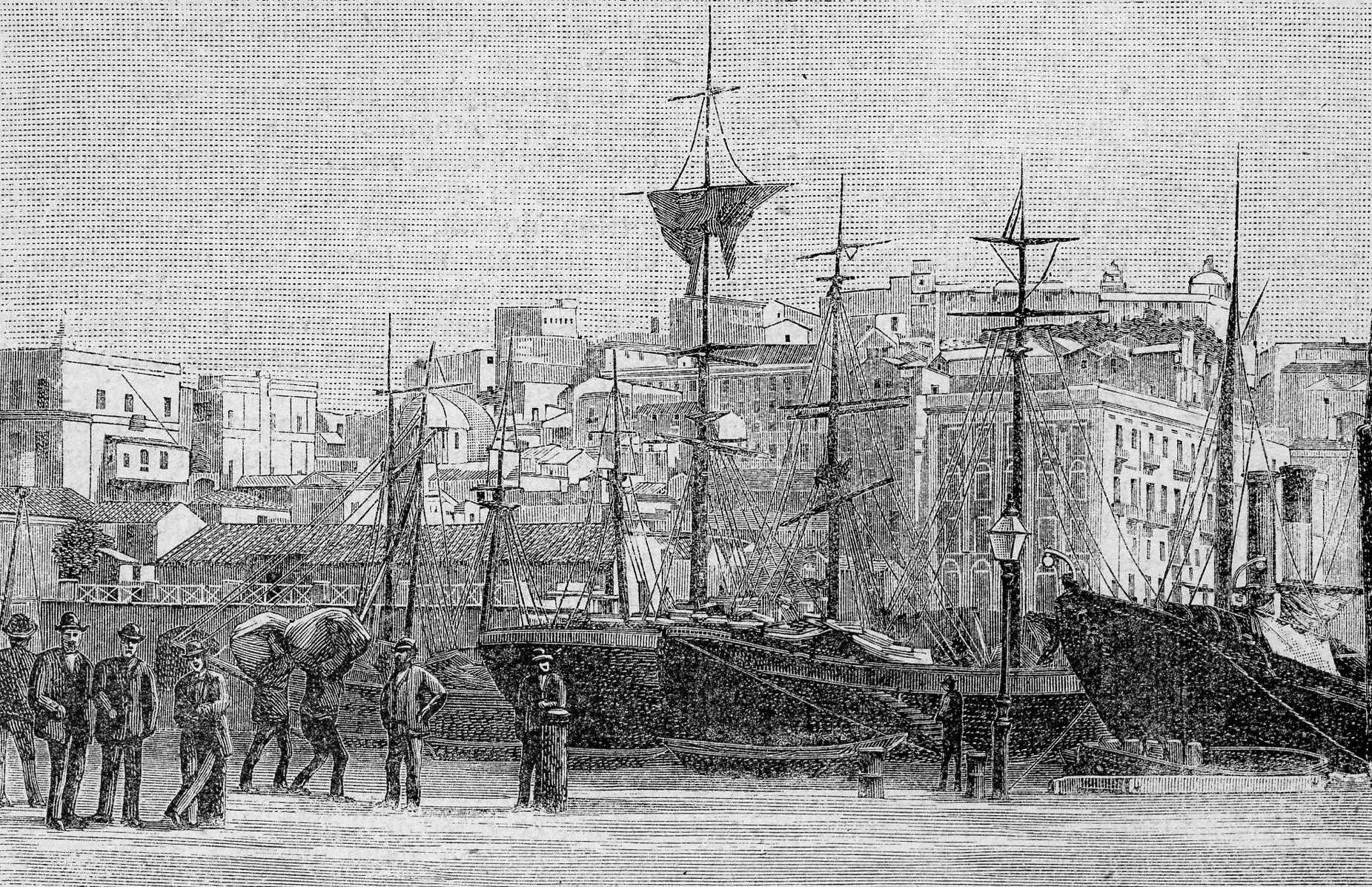
Panorama di Cagliari dalla Darsena (xilografia 1891)

Dello storico porto di Cagliari si hanno tracce della sua esistenza già in periodo fenicio-punico, e poi in età romana. L'aspetto che possiamo vedere oggi è quello del '900. Infatti fino all'Unità d'Italia il porto era piccolo e separato dalla Via San Francesco da Paola (attuale via Roma) e quindi dalla città mediante delle mura. All'interno dell'area portuale ottocentesca vi era il palazzetto chiamato Sanità, dentro il quale si controllavano le merci e gli animali arrivati in città, per paura che fossero contaminati da qualche malattia che potesse portare un'epidemia. Il palazzo Sanità sorgeva nell'attuale Molo Sanità, a cui ha lasciato il nome. A fianco sorgeva una porta che immetteva nel quartiere della Marina, anch'essa demolita in contemporaneità con il resto delle mura. (A partire dal 1861 con il progetto di Gaetano Cima fino al 1870 con la costruzione del palazzo Cavenna di fronte alla darsena).
Con i lavori ottocenteschi si allontanò la riva del porto dal quartiere Marina e vennero installati il molo della Darsena e quello Sanità.
Dopo i pesanti bombardamenti che Cagliari subì nel 1943 (soprattutto il 28 febbraio), il porto era distrutto in varie parti, fra le quali la piccola stazione marittima. Così nel dopoguerra si decise di ampliare la zona portuale e si prese ulteriormente zona di mare, si ingrandirono i moli, e per fare una nuova carreggiata si demolì la Dogana con grande favore della popolazione.

## Servizi di linea
Importanti sono i servizi passeggeri di linea che collegano il capoluogo sardo con la Sicilia e la penisola italiana, traffico che negli ultimi anni ha avuto una forte flessione di passeggeri e auto al seguito, dovuta a diversi fattori, principalmente ad una crescente concorrenza aerea di tipo low cost, ad un miglioramento della viabilità tra il capoluogo e i porti del nord dell'isola a fronte di servizi marittimi più moderni e veloci che coprono distanze marine inferiori.
I collegamenti di linea da Cagliari sono:
- collegamento con Civitavecchia - Grimaldi Lines, trisettimanale 14 ore
- collegamento con Napoli - Grimaldi Lines bisettimanale 13 ore
- collegamento con Palermo  - Grimaldi Lines, settimanale, bisettimanale nel periodo estivo, 12 ore
- collegamento con Livorno  - Tirrenia – Compagnia Italiana di Navigazione, 17 ore (solo merci)
- collegamento con Genova -Tirrenia – Compagnia Italiana di Navigazione (solo merci)
- collegamento con Salerno - Grimaldi Lines, trisettimanale 17 ore (Tratta sospesa a causa dell'apertura della tratta Cagliari-Napoli)
- collegamento con Valencia - Grimaldi Lines, settimanale (solo merci)
- collegamento con Carrara - Gruppo Grendi, plurisettimanale (solo merci)

La posizione del porto di Cagliari vicino ai traffici merci del sud mediterraneo lo avvantaggiano nella preferenza di quest'ultimo rispetto ai porti del nord Sardegna nonostante il risicato numero di corse giornaliere grazie al nuovo attrezzato porto canale.
Per quanto riguarda il traffico passeggeri rimangono stabili rispetto ai crescenti numeri dei porti del nord Sardegna che vengono preferiti per il numero maggiore di corse giornaliere e la semplicità nel poter raggiungere con maggiore facilità le principali zone turistiche presenti nel nord Sardegna e con lo sviluppo infrastrutturale risulta sempre più facile raggiungere il sud Sardegna.

## Traffico passeggeri
|           | 2019    | 2020 | 2021 | 2022    |
| --------- | ------- | ---- | ---- | ------- |
| Gennaio   | 12.010  |      |      | 7.206   |
| Febbraio  | 8.624   |      |      | 5.121   |
| Marzo     | 8.910   |      |      | 6.941   |
| Aprile    | 17.924  |      |      | 11.109  |
| Maggio    | 16.658  |      |      | 11.814  |
| Giugno    | 27.232  |      |      | 17.722  |
| Luglio    | 50.001  |      |      | 30.172  |
| Agosto    | 89.544  |      |      | 38.430  |
| Settembre | 31.126  |      |      | 19.681  |
| Ottobre   | 16.662  |      |      | 14.469  |
| Novembre  | 9.804   |      |      | 10.321  |
| Dicembre  | 16.092  |      |      |         |
| ANNO      | 304.587 |      |      | 172.986 |

## Autorità portuale

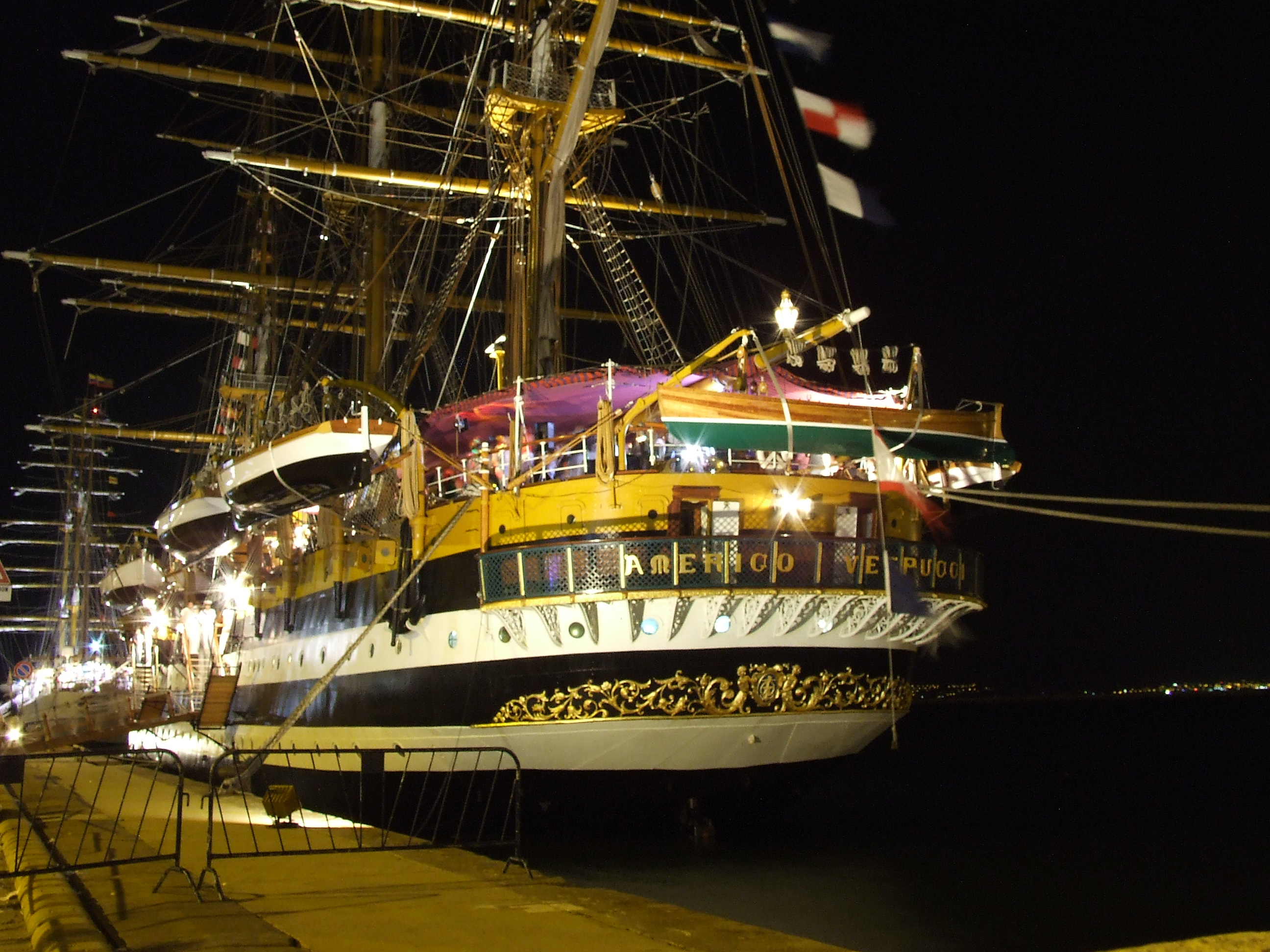
L'Amerigo Vespucci nel porto di Cagliari

L'Autorità portuale locale era denominata Autorità portuale di Cagliari, ente era stato nel 1994 dopo la Legge di Riordino in materia portuale nº 84 del 28 gennaio 1994. Con la riforma del 2016, le autorità portuali italiane sono state ridotte da ventitré a quindici e hanno assunto la nuova denominazione di Autorità di Sistema Portuale (A.d.S.P.). Di conseguenza, è stata costituita l'Autorità di Sistema Portuale del Mare di Sardegna, che oltre Cagliari comprende anche i porti di: Olbia, Porto Torres, Golfo Aranci, Portovesme, Oristano, e Santa Teresa Gallura.

## Il porto canale
Il porto Canale è stato costruito negli anni ottanta nell'area dell'antico quartiere dei pescatori Giorgino.